# San Luis Obispo
San Luis Obispo é uma cidade localizada no estado americano da Califórnia, no condado de San Luis Obispo, do qual é sede. Foi incorporada em 16 de fevereiro de 1856.

## Geografia
De acordo com o United States Census Bureau, a cidade tem uma área de 33,5 km², onde 33,1 km² estão cobertos por terra e 0,4 km² por água.

### Localidades na vizinhança
O diagrama seguinte representa as localidades num raio de 24 km ao redor de San Luis Obispo.

## Demografia
Segundo o censo nacional de 2010, a sua população é de 45 119 habitantes e sua densidade populacional é de 1 363,11 hab/km². É a cidade mais populosa do condado de San Luis Obispo. Possui 20 553 residências, que resulta em uma densidade de 620,94 residências/km².

## Personalidades
- Zac Efron, ator e cantor.
- Tim Kennedy, ex-lutador profissional.